# Директни елиминации на Шампионската лига 2011/12
Фазата на директни елиминации на Шампионска лига 2011/12 ще започне на 14 февруари 2012 г. и ще завърши на 19 май 2012 г. с финала на Алианц Арена в Мюнхен, Германия. Директните елиминации включват 16-те отбора, които завършиха на първите две места в техните групи по време на груповата фаза.
Всеки кръг по време на директните елиминации, освен финала, се състои от два мача, като всеки отбор играе един мач у дома. Отборът с по-добра голова разлика след двата мача продължава в следващия кръг. Ако след двата мача головата разлика е равна, отборът с повече голове на чужд терен след двата мача продължава. Ако и головете на чужд терен са равни, тогава 30 минути продължения се играят, разделени на две полувремена по 15 минути. Ако по време на продълженията се вкарат голове и резултата е още равен, гостуващият отбор продължава поради повече голове на чужд терен. Ако не се отбележат голове по време на продълженията, след тях се играят дузпи. Финалът, последният кръг, е само един мач. Ако след редовните 90 минути резултата е равен се играят продължения, последвани от дузпи, ако резултата все още е равен.
В тегленето за осминафиналите, осемте победители в групите са поставени, а осемте втори отбори са непоставени. Поставеният отбор ще бъде изтеглен в мач срещу непоставен отбор, като поставеният отбор е домакин във втория мач. Отбори от една и съща група или една и съща асоциация не могат да играят един срещу друг. В тегленето за четвъртфиналите и по-нататаък няма поставени и непоставени отбори и отборите от една и съща група или една и съща асоциация могат да играят един срещу друг.

## Кръгове и тегления
Всички тегления се провеждат в Нион, Швейцария.
| Фаза                | Кръг          | Час и дата на теглене     | Първи кръг                             | Втори кръг                             |
| ------------------- | ------------- | ------------------------- | -------------------------------------- | -------------------------------------- |
| Директни елиминации | Осминафинали  | 16 декември 2011 г. 13:00 | 14/15 и 21/22 февруари 2012 г.         | 6/7 и 13/14 март 2012 г.               |
| Директни елиминации | Четвъртфинали | 16 март 2012 г. 13:00     | 27/28 март 2012 г.                     | 3/4 април 2012 г.                      |
| Директни елиминации | Полуфинали    | 16 март 2012 г. 13:00     | 17/18 април 2012 г.                    | 24/25 април 2012 г.                    |
| Директни елиминации | Финал         | 16 март 2012 г. 13:00     | 19 май 2012 г. на Алианц Арена, Мюнхен | 19 май 2012 г. на Алианц Арена, Мюнхен |

## Класирали се отбори
| Легенда                                   |
| ----------------------------------------- |
| Поставени в тегленето за осминафиналите   |
| Непоставени в тегленето за осминафиналите |

| Група | Победител       | Втори                 |
| ----- | --------------- | --------------------- |
| A     | Байерн Мюнхен   | Наполи                |
| B     | Интер           | ЦСКА Москва           |
| C     | Бенфика Лисабон | Базел                 |
| D     | Реал Мадрид     | Лион                  |
| E     | Челси           | Байер Леверкузен      |
| F     | Арсенал         | Марсилия              |
| G     | АПОЕЛ Никозия   | Зенит Санкт Петербург |
| H     | Барселона       | Милан                 |

## Осминафинали
Осемте победители от групите, заедно с отборите завършили на 2-ро място се тъглят в 8 двойки, които играят 2 мача помежду си. В тази фаза не могат да се срещнат отбори от същата група или от същата футболна асоциация. Победителите от групите играят реванша като домакини.
Жребият се тегли на 16 декември 2011 в Нион, Швейцария. Първите мачове се играят на 14, 15, 21 и 22 февруари 2012 г., а реваншите на 6, 7, 13 и 14 март 2012 г.
|                       | Общ резултат |                 | 1-ви мач | 2-ри мач  |
| --------------------- | ------------ | --------------- | -------- | --------- |
| Олимпик Лион          | 1:1 (3–4 д.) | АПОЕЛ Никозия   | 1:0      | 0:1 (сдв) |
| Наполи                | 4:5          | Челси           | 3:1      | 1:4 (сдв) |
| Милан                 | 4:3          | Арсенал         | 4:0      | 0:3       |
| Базел                 | 1:7          | Байерн Мюнхен   | 1:0      | 0:7       |
| Байер Леверкузен      | 2:10         | Барселона       | 1:3      | 1:7       |
| ЦСКА Москва           | 2:5          | Реал Мадрид     | 1:1      | 1:4       |
| Зенит Санкт Петербург | 3:4          | Бенфика Лисабон | 3:2      | 0:2       |
| Олимпик Марсилия      | 2:2          | Интер           | 1:0      | 1:2       |

### Първи кръг
| 14 февруари 2012 21:45 |

| Лион        | 1 – 0  | АПОЕЛ |
| ----------- | ------ | ----- |
| Лаказет 58' | Доклад |       |

| Стад дьо Жерлан, Лион 32 010 зрители Съдия: Паоло Талявенто |

| 14 февруари 2012 21:45 |

| Байер Леверкузен | 1 – 3  | Барселона                |
| ---------------- | ------ | ------------------------ |
| Кадлец 52'       | Доклад | 41', 55' Санчес 88' Меси |

| БайАрена, Леверкузен 29 412 зрители Съдия: Крег Томпсън |

| 15 февруари 2012 19:00 |

| Зенит Санкт Петербург      | 3 – 2  | Бенфика                 |
| -------------------------- | ------ | ----------------------- |
| Широков 27', 88' Семак 71' | Доклад | 20' Перейра 87' Кардосо |

| Петровски, Санкт Петербург 18 200 зрители Съдия: Йонас Ериксон |

| 15 февруари 2012 21:45 |

| Милан                                               | 4 – 0  | Арсенал |
| --------------------------------------------------- | ------ | ------- |
| Боатенг 15' Робиньо 38', 49' Ибрахимович 79' (дуз.) | Доклад |         |

| Джузепе Меаца, Милано 64 462 зрители Съдия: Виктор Кашаи |

| 21 февруари 2012 19:00 |

| ЦСКА Москва     | 1 – 1  | Реал Мадрид |
| --------------- | ------ | ----------- |
| Вернблоом 90+3' | Доклад | 28' Роналдо |

| Лужники, Москва 70 000 зрители Съдия: Бьорн Куйперс |

| 21 февруари 2012 21:45 |

| Наполи                       | 3 – 1  | Челси    |
| ---------------------------- | ------ | -------- |
| Лавеци 39', 65' Кавани 45+2' | Доклад | 27' Мата |

| Сан Паоло, Неапол 52 495 зрители Съдия: Карлос Веласко Карбайо |

| 22 февруари 2012 21:45 |

| Базел     | 1 – 0  | Байерн Мюнхен |
| --------- | ------ | ------------- |
| Щокер 86' | Доклад |               |

| Санкт Якоб Парк, Базел 36 000 зрители Съдия: Никола Рицоли |

| 22 февруари 2012 21:45 |

| Марсилия     | 1 – 0  | Интер |
| ------------ | ------ | ----- |
| А.Айеу 90+3' | Доклад |       |

| Стад Велодром, Марсилия 37 646 зрители Съдия: Джунейт Чакър |

### Втори кръг
| 6 март 2012 21:45 |

| Арсенал                                      | 3 – 0  | Милан |
| -------------------------------------------- | ------ | ----- |
| Косчелни 7' Росицки 26' ван Перси 42' (дуз.) | Доклад |       |

| Емирейтс Стейдиъм, Лондон 59 973 зрители Съдия: Дамир Скомина |

Милан печели с общ резултат 4–3
| 6 март 2012 21:45 |

| Бенфика                      | 2 – 0  | Зенит Санкт Петербург |
| ---------------------------- | ------ | --------------------- |
| Перейра 45+1' Оливейра 90+2' | Доклад |                       |

| Луж, Лисабон 48 909 зрители Съдия: Хауърд Уеб |

Бенфика печели с общ резултат 4–3
| 7 март 2012 21:45 |

| АПОЕЛ      | 1 – 0 (след продължения) | Лион |
| ---------- | ------------------------ | ---- |
| Мендука 9' | Доклад                   |      |

| ГСП, Никозия 22 701 зрители Съдия: Алберто Ундиано Майенко |

|                                     | Дузпи |                                         |
| Айлтон Мораиш Александру Тричковски | 4 – 3 | Шелстрьом Лисандро Гомис Лаказет Бастос |

Лион 1–1 АПОЕЛ. АПОЕЛ печели с 4–3 след дузпи.
| 7 март 2012 21:45 |

| Барселона                                  | 7 – 1  | Байер Леверкузен |
| ------------------------------------------ | ------ | ---------------- |
| Меси 25', 42', 49', 58', 84' Тейо 55', 62' | Доклад | 90' Белараби     |

| Камп Ноу, Барселона 75 632 зрители Съдия: Свейн Одвар Моен |

Барселона печели с общ резултат 10–2
| 13 март 2012 21:45 |

| Байерн Мюнхен                                     | 7 – 0  | Базел |
| ------------------------------------------------- | ------ | ----- |
| Робен 11', 81' Мюлер 42' Гомес 44', 50', 61', 67' | Доклад |       |

| Алианц Арена, Мюнхен 66 000 зрители Съдия: Марк Клатенбърг |

Байерн Мюнхен печели с общ резултат 7–1
| 13 март 2012 21:45 |

| Интер                          | 2 – 1  | Марсилия      |
| ------------------------------ | ------ | ------------- |
| Милито 75' Пацини 90+6' (дуз.) | Доклад | 90+3' Брандао |

| Джузепе Меаца, Милано 62 632 зрители Съдия: Педро Проенча |

Олимпик Марсилия 2–2 Интер. Олимпик Марсилия печели поради повече отбелязани голове на чужд терен
| 14 март 2012 21:45 |

| Челси                                                | 4 – 1 (след продължения) | Наполи    |
| ---------------------------------------------------- | ------------------------ | --------- |
| Дрогба 28' Тери 47' Лампард 75' (дуз.) Иванович 105' | Доклад                   | 55' Инлер |

| Стамфорд Бридж, Лондон 37 784 зрители Съдия: Феликс Брих |

Челси печели с общ резултат 5–4
| 14 март 2012 21:45 |

| Реал Мадрид                               | 4 – 1  | ЦСКА Москва |
| ----------------------------------------- | ------ | ----------- |
| Игуаин 26' Роналдо 55', 90+4' Бензема 70' | Доклад | 77' Тошич   |

| Сантяго Бернабеу, Мадрид 67 743 зрители Съдия: Стефан Ланоа |

Реал Мадрид печели с общ резултат 5–2

## Четвъртфинал
От фазата на четвъртфиналите отборите се теглят от една обща урна, като първият изтеглен отбор е домакин в първия мач. Жребият се състои на 16 март 2012 г. Мачовете се играят на 27 и 28 март 2012 г. (първи срещи), както и на 3 и 4 април 2012 г.
|                  | Общ резултат |               | 1-ви мач | 2-ри мач |
| ---------------- | ------------ | ------------- | -------- | -------- |
| АПОЕЛ Никозия    | 2:8          | Реал Мадрид   | 0:3      | 2:5      |
| Олимпик Марсилия | 0:4          | Байерн Мюнхен | 0:2      | 0:2      |
| Бенфика Лисабон  | 1:3          | Челси         | 0:1      | 1:2      |
| Милан            | 1:3          | Барселона     | 0:0      | 1:3      |

### Първи кръг
| 27 март 2012 21:45 |

| АПОЕЛ | 0 – 3  | Реал Мадрид               |
| ----- | ------ | ------------------------- |
|       | Доклад | 74', 90' Бензема 82' Кака |

| ГСП, Никозия 22 385 зрители Съдия: Феликс Брих |

| 27 март 2012 21:45 |

| Бенфика | 0 – 1  | Челси    |
| ------- | ------ | -------- |
|         | Доклад | 75' Калу |

| Луж, Лисабон 60 830 зрители Съдия: Паоло Талявенто |

| 28 март 2012 21:45 |

| Марсилия | 0 – 2  | Байерн Мюнхен       |
| -------- | ------ | ------------------- |
|          | Доклад | 44' Гомес 69' Робен |

| Стад Велодром, Марсилия 31 683 зрители Съдия: Карлос Веласко Карбайо |

| 28 март 2012 21:45 |

| Милан | 0 – 0  | Барселона |
| ----- | ------ | --------- |
|       | Доклад |           |

| Джузепе Меаца, Милано 76 169 зрители Съдия: Йонас Ериксон |

### Втори кръг
| 3 април 2012 21:45 |

| Байерн Мюнхен | 2 – 0  | Марсилия |
| ------------- | ------ | -------- |
| Олич 13', 37' | Доклад |          |

| Алианц Арена, Мюнхен 66 000 зрители Съдия: Свейн Одвар Моен |

Байерн Мюнхен печели с общ резултат 4–0
| 3 април 2012 21:45 |

| Барселона                               | 3 – 1  | Милан        |
| --------------------------------------- | ------ | ------------ |
| Меси 11' (дуз.), 41' (дуз.) Иниеста 53' | Доклад | 32' Ночерино |

| Камп Ноу, Барселона 94 629 зрители Съдия: Бьорн Куйперс |

Барселона печели с общ резултат 3–1
| 4 април 2012 21:45 |

| Реал Мадрид                                        | 5 – 2  | АПОЕЛ                         |
| -------------------------------------------------- | ------ | ----------------------------- |
| Роналдо 26', 75' Кака 37' Кайехон 80' ди Мария 84' | Доклад | 67' Мандука 83' (дуз.) Солари |

| Сантяго Бернабеу, Мадрид 70 000 зрители Съдия: Джанлука Роки |

Реал Мадрид печели с общ резултат 8–2
| 4 април 2012 21:45 |

| Челси                             | 2 – 1  | Бенфика    |
| --------------------------------- | ------ | ---------- |
| Лампард 21' (дуз.) Мейрелеш 90+3' | Доклад | 85' Гарсия |

| Стамфорд Бридж, Лондон 37 264 зрители Съдия: Дамир Скомина |

Челси печели с общ резултат 3–1

## Полуфинал
Жребият се състои зедно с този за четвъртфиналите, мачовете се играят на 17 и 18 април и на 24 и 25 април 2012 г.
|               | Общ резултат |             | 1-ви мач | 2-ри мач  |
| ------------- | ------------ | ----------- | -------- | --------- |
| Байерн Мюнхен | 3:3 (3–1 д.) | Реал Мадрид | 2:1      | 1:2 (сдв) |
| Челси         | 3:2          | Барселона   | 1:0      | 2:2       |

### Първи кръг
| 17 април 2012 21:45 |

| Байерн Мюнхен        | 2 – 1  | Реал Мадрид |
| -------------------- | ------ | ----------- |
| Рибери 17' Гомес 90' | Доклад | 53' Йозил   |

| Алианц Арена, Мюнхен 66 000 зрители Съдия: Хауърд Уеб |

| 18 април 2012 21:45 |

| Челси      | 1 – 0  | Барселона |
| ---------- | ------ | --------- |
| Дрогба 45' | Доклад |           |

| Стамфорд Бридж, Лондон 38 039 зрители Съдия: Феликс Брих |

### Втори кръг
| 24 април 2012 21:45 |

| Барселона               | 2 – 2  | Челси                     |
| ----------------------- | ------ | ------------------------- |
| Бускетс 35' Иниеста 43' | Доклад | Рамирес 45+1' Торес 90+2' |

| Камп Ноу, Барселона 95 845 зрители Съдия: Джунейт Чакър |

Челси печели с общ резултат 3–2
| 25 април 2012 21:45 |

| Реал Мадрид            | 2 – 1 (след продължения) | Байерн Мюнхен    |
| ---------------------- | ------------------------ | ---------------- |
| Роналдо 6' (дуз.), 14' | Доклад                   | 27' (дуз.) Робен |

| Сантяго Бернабеу, Мадрид 71 654 зрители Съдия: Виктор Кашаи |

|                           | Дузпи |                                   |
| Роналдо Кака Алонсо Рамос | 1 – 3 | Алаба Гомес Кроос Лам Швайнщайгер |

Байерн Мюнхен 3–3 Реал Мадрид. Байерн Мюнхен печели с 3–1 след дузпи